# پینو گری
پینو گری (انگلیسی: Pinot gris)، یا پینو گریجو ((Pinot grigio) یا Grauburgunder نوعی انگور سفید از گونه Vitis vinifera است. این انگور احتمالاً جهش‌یافته‌ای از گونه Pinot noir می‌باشد و معمولاً به دلیل رنگ خاکستری-صورتی‌اش به این نام شناخته می‌شود، اما رنگ آن می‌تواند از آبی-خاکستری تا قهوه‌ای-صورتی متغیر باشد. کلمه Pinot (کاجی) ممکن است به این دلیل به آن داده شده باشد که این انگورها در خوشه‌های کوچک به شکل مخروط کاج رشد می‌کنند. شراب‌هایی که از این انگور تولید می‌شوند نیز از نظر رنگ از طلایی سیر تا مسی و حتی صورتی کم‌رنگ متفاوت‌اند، و یکی از محبوب‌ترین انگورها برای شراب نارنجی است.
پینو گری در سراسر جهان کشت می‌شود، به طوری که سبک‌های پرمایه و «ادویه‌دار» آلزاسی و سبک‌های سبک‌تر و اسیدی‌تر ایتالیایی از شناخته‌شده‌ترین‌ها هستند. سبک آلزاسی، که اغلب در مناطق بیرون از اروپا و خاورمیانه (بر جدید) مانند مارلبورو، تاسمانی، استرالیای جنوبی، شراب واشینگتن، اورگان و آفریقای جنوبی تقلید می‌شود، تمایل به داشتن اسیدهای متوسط تا کم، درصد الکل بالاتر و بافتی تقریباً «روغنی» دارد که به ماهیت پُرمایه شراب کمک می‌کند. طعم آن می‌تواند از میوه‌های گرمسیری مانند خربزه و انبه تا برخی طعم‌های تحت تأثیر botrytis متغیر باشد. در ایتالیا، انگورهای پینو گری اغلب زود برداشت می‌شوند تا اسیدیتهٔ تازه را حفظ کرده و برخی از میوه‌ای بودن آشکار این گونه را به حداقل برسانند و در نتیجه یک شناسه طعم خنثی‌تر ایجاد کنند. این سبک اغلب در سایر مناطق بر قدیم مانند آلمان تقلید می‌شود، جایی که این انگور به نام Ruländer یا به‌طور رایج‌تر Grauburgunder شناخته می‌شود.

## تاریخچه

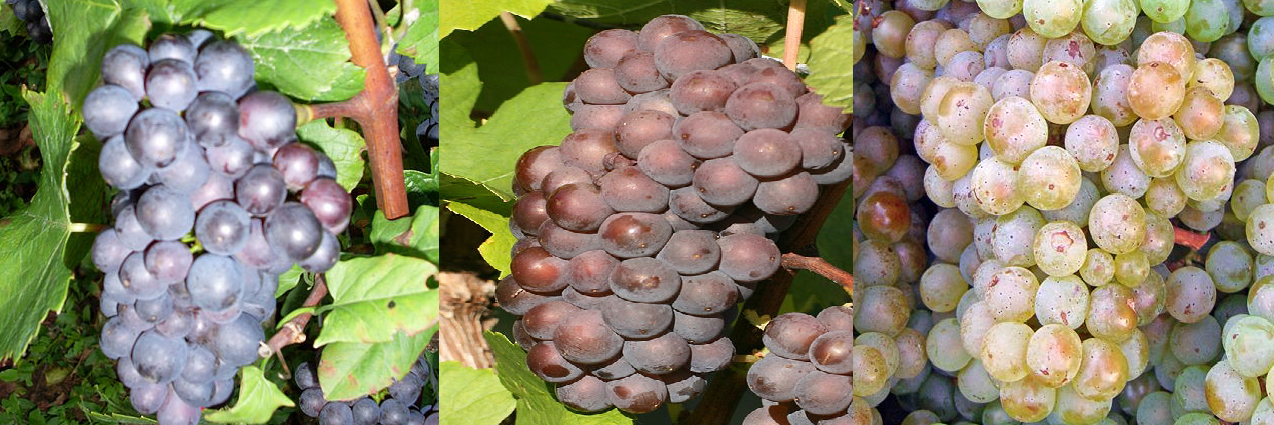
مانند Pinot blanc (سمت راست)، پینو گری (وسط) جهش رنگی از Pinot noir (سمت چپ) است.

پینو گری از قرون وسطی در منطقه بورگونی شناخته شده‌است، جایی که احتمالاً Burgundy wine نامیده می‌شد. به همراه Pinot noir از بورگونی به سوییس گسترش یافت و تا سال ۱۳۰۰ به آنجا رسید. گفته می‌شود این انگور مورد علاقه امپراتور کارل چهارم بوده‌است که قلمه‌های آن را توسط راهب‌های سیسترسی به مجارستان صادر کرده‌است: این برادران در سال ۱۳۷۵ تاک‌ها را در دامنه‌های باداچونی در همسایگی دریاچه بالاتون کاشتند. این تاک به زودی نام Szürkebarát به معنای «راهب خاکستری» را به خود گرفت. در سال ۱۷۱۱، بازرگان آلمانی به نام Johann Seger Ruland انگوری را که به‌طور وحشی در مزارع Palatinate رشد می‌کرد دوباره کشف کرد. شرابی که بعداً تولید کرد به نام Ruländer شناخته شد و بعداً مشخص شد که این تاک پینو گری است.